# Daniel Amelot
Daniel Amelot (13 juli 1935 - 23 juli 2016) was een Franse jazz-bassist.
Amelot speelde in 1961 bij Eddie Vartans Jazz Preachers, waarmee hij in de muziekfilm Modern Jazz at the Blue Note optrad. Tijdens zijn loopbaan speelde hij onder meer met Marcel Zanini, Moustache (Moustache et les petits français) en Alain Bouchet (op het album Tribute to Buck Clayton, met Warren Vaché). In 2001 trad Amelot op met een eerbetoon aan Bill Coleman op het jazzfestival Jazz à Marciac. In de jazz speelde hij in de periode 1967-1993 mee op acht opnamesessies, waaronder een met jazzpianiste Dorothy Donegan, Les Gammas en Michel Attenoux (Jam-session au Meridie).